# Tunel Grič

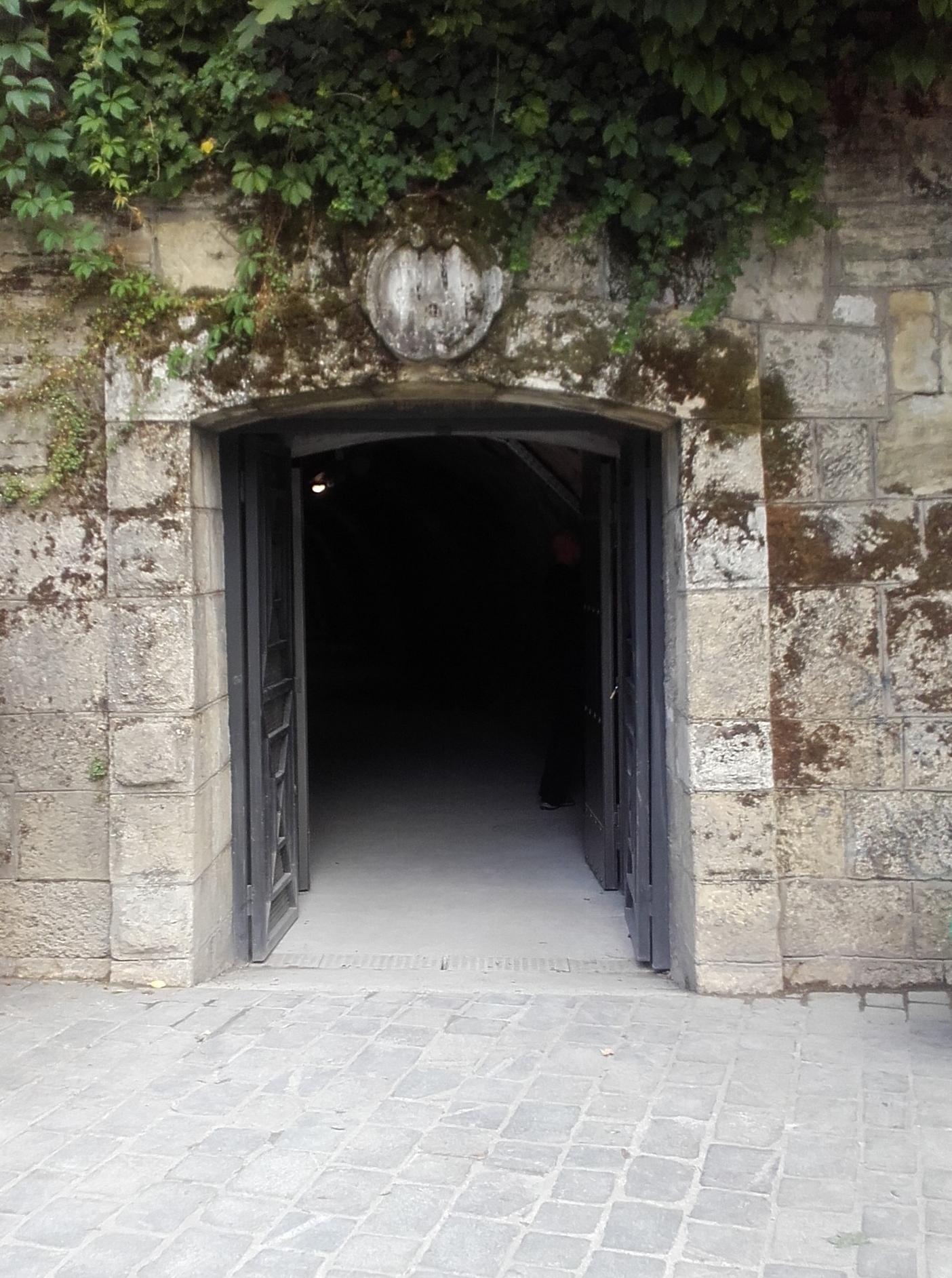
Tunel Grič, wejście od ulicy Mesnička

Tunel Grič (chorwacki: Tunel Grič) – tunel dla pieszych w centrum Zagrzebia w Chorwacji, pod zabytkową dzielnicą Grič (zwaną również Gradec lub Gornji Grad), która dała mu nazwę. Tunel składa się z centralnej części, z dwoma przejściami na ulicę Mesnička na zachodzie i ulicę Radićeva na wschodzie oraz czterema wyjściami na południe. Został zbudowany w czasie II wojny światowej przez rząd Ustaszów jako schron i miejsce przechadzek, ale po wojnie szybko uległ zapuszczeniu i nie był wykorzystywany. Tunel został ponownie wykorzystany dopiero w latach 90. XX wieku: odbył się w nim jeden z pierwszych rave w Chorwacji i był używany jako schron podczas chorwackiej wojny o niepodległość. W 2016 tunel został przebudowany i udostępniony publiczności. Stał się atrakcją turystyczną i miejscem imprez kulturalnych.  W planach rozbudowy jest muzeum i winda.

## Opis
Tunel liczy 350 m długości od ulicy Mesnička do ulicy Radićeva, zaś jego szerokość wynosi 3,2 m. Centralna część korytarza ma około 100 m długości i 5,5 m szerokości. Tunel ma sześć wyjść: zachodnie na ulicę Mesnička, wschodnie na podwórko pod adresem Radićeva 19 i cztery odgałęzienia na południe na podwórkach w ulicy Ilica i Tomića.  Jedno z odgałęzień wyprowadza na ulicę Tomića 5a (Art Park), kolejne do Ilica 8, a dwa między nimi, prowadzące na Ilica 28 i 30 są niedokończone od grudnia 2016. Powierzchnia tunelu obejmuje około 2200 m². 
Tunel jest dostępny dla publiczności codziennie od 9 do 21. Dwie toalety publiczne, przebudowane w 2016, znajdują się w pobliżu dwóch wyjść z tunelu. Część oryginalnego oznakowania zachowała się, ale nie odtworzono go w całości podczas przebudowy w 2016 roku.

## Historia

### Budowa

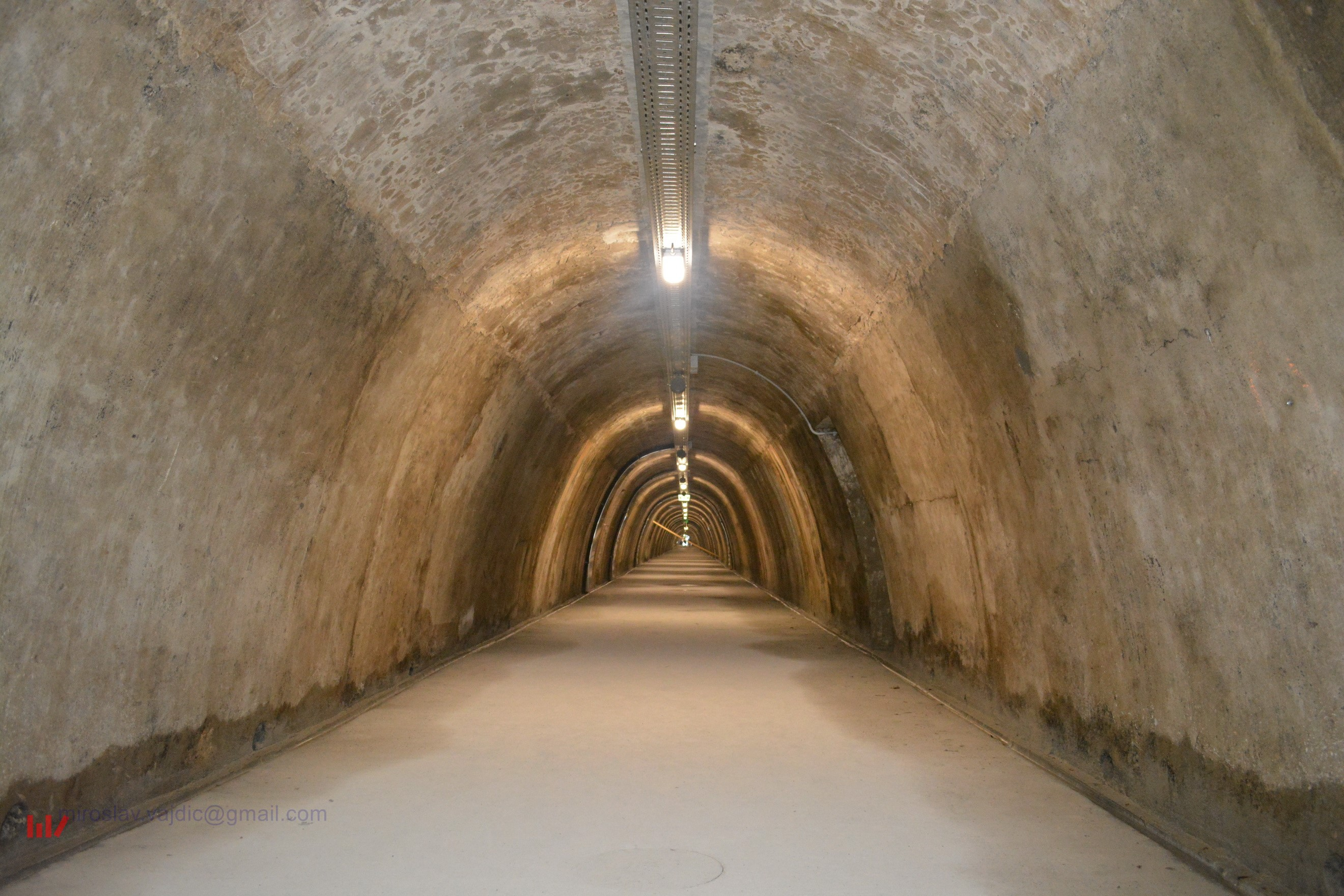
Wnętrze tunelu Grič

W 1943 roku, z powodu zagrożenia bombardowaniami alianckimi, premier Niepodległego Państwa Chorwackiego (NDH), Nikola Маndić, zarządził wybudowanie publicznego schronu pod górą Gornji Grad. Schron miał był połączony z tunelem przebiegającym w kierunku wschód-zachód pod wzgórzem. Na zaprojektowanie i budowę tunelu wyasygnowano kwotę 141,2 mln kun. Projekt prowadzili inżynierowie Abramović, Senjaković i Vajda. Według pierwotnego planu tunel miał powstać w 90 dni roboczych, lecz koszty wzrosły do 490 mln kun (częściowo z powodu wysokiej w czasie wojny inflacji) i data otwarcia została przełożona na 1944.
Projekt wzbudził liczne głosy krytyczne. W lutym 1944 Zagrzebski Komitet Budowlany, odpowiedzialny za planowanie przestrzenne, wydał oświadczenie, w którym stwierdził, że „budowa schronu w formie korytarza transportowego jest całkowicie niewłaściwa” i że „poświęcono mu zbyt wiele uwagi”. Innym podnoszonym argumentem było niska pojemność tunelu jako schronu – 5000 osób. W momencie protestu koszty sięgały 60 000 kun za osobę, co komitet uznał za zbyt wysoką cenę. Niemniej jednak kontynuowano budowę, choć projekt został okrojony. W maju burmistrz Zagrzebia Ivan Werner odrzucił plany dużej centralnej hali podziemnej; zamiast tego został zbudowany tylko korytarz wschód-zachód. Tunel został zbudowany głównie przy użyciu materiałów lokalnych, w tym kruszywa z okolic Zagrzebia i drewna z Bośni. 
Po zakończeniu II wojny światowej tunel został odnowiony w 1947. Wykonano dodatkowe prace w celu zabezpieczenia konstrukcji przed uszkodzeniem przez wodę. W 1949 tunel był wykorzystywany jako magazyn przez przedsiębiorstwo Malina, działające w branży spożywczej. Dokument z 31 października 1949 zasugerował budowę kolejnego korytarza łączącego istniejący korytarz z osiedlem Gupčeva Zvijezda, położonym ok. 2 km na północ. Nie ma dowodów na to, że ten korytarz został kiedykolwiek wybudowany. Jednak centralna część, licząca prawie 100 m długości, została zbudowana później. Emil Matešić, dyrektor centrum informacji kulturalnej w Zagrzebiu (chorwacki Kulturno informativni centar) uważa, że decyzja o jej budowie była wynikiem zimnowojennych napięć i była prowadzona w tajemnicy, a niektóre dokumenty w lipcu 2016 nadal nie zostały odtajnione przez chorwackie Ministerstwo Obrony. 

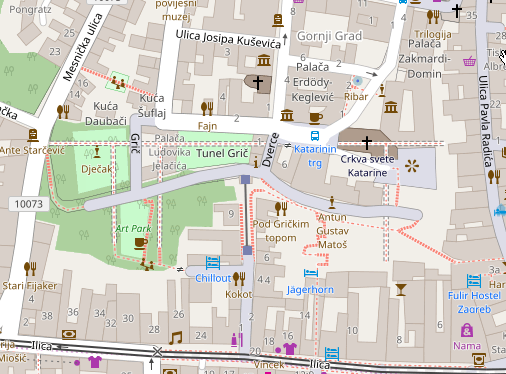
Mapa tunelu Grič i jego otoczenia

Od połowy XX wieku tunel przestawał być używany. Stał się popularnym miejscem dla bezdomnych i narkomanów. Raport policyjny z około 1950 stwierdza, że głównymi powodami przebywania w tunelu było ciepło, ochrona przed pogodą, a także jako kryjówka i miejsce spotkań. Ignorowanie przez rząd Jugosławii tunelu w oficjalnych komunikatach doprowadził do powstania wielu legend miejskich, w tym rzekomego istnienia zamurowanych korytarzy prowadzących do chorwackiego pałacu parlamentu na Placu Świętego Marka (w centrum Gornji Grad) i w kierunku obserwatorium w Zagrzebiu (najbardziej wysunięty na północ punkt w dzielnicy) i dalej do Gupčeva Zvijezda. 
Tunel Grič pojawił się ponownie w mediach dopiero w 1993, kiedy odbył się w nim Under City Rave, jeden z pierwszych rave w Chorwacji, zorganizowany przez osoby prowadzące program telewizyjny Top DJ Mag, oraz DJ-ów z Niemiec i Wielkiej Brytanii. W tym czasie tunel był własnością Muzeum Sztuki Współczesnej. W wydarzeniu wzięło udział ponad 3000 osób, o wiele więcej niż planowali organizatorzy i na ile pozwalała infrastruktura tunelu. W 1994 w tunelu wystawiano część ekspozycji z okazji Dnia Ziemi. Podczas wojny o niepodległość Chorwacji (1991–1995) tunel był wykorzystywany w zamierzonym charakterze jako schron przeciwlotniczy. W tym czasie przy wyjściu z ulicy Radića wybudowano tymczasowe toalety. 

### Odnowienie

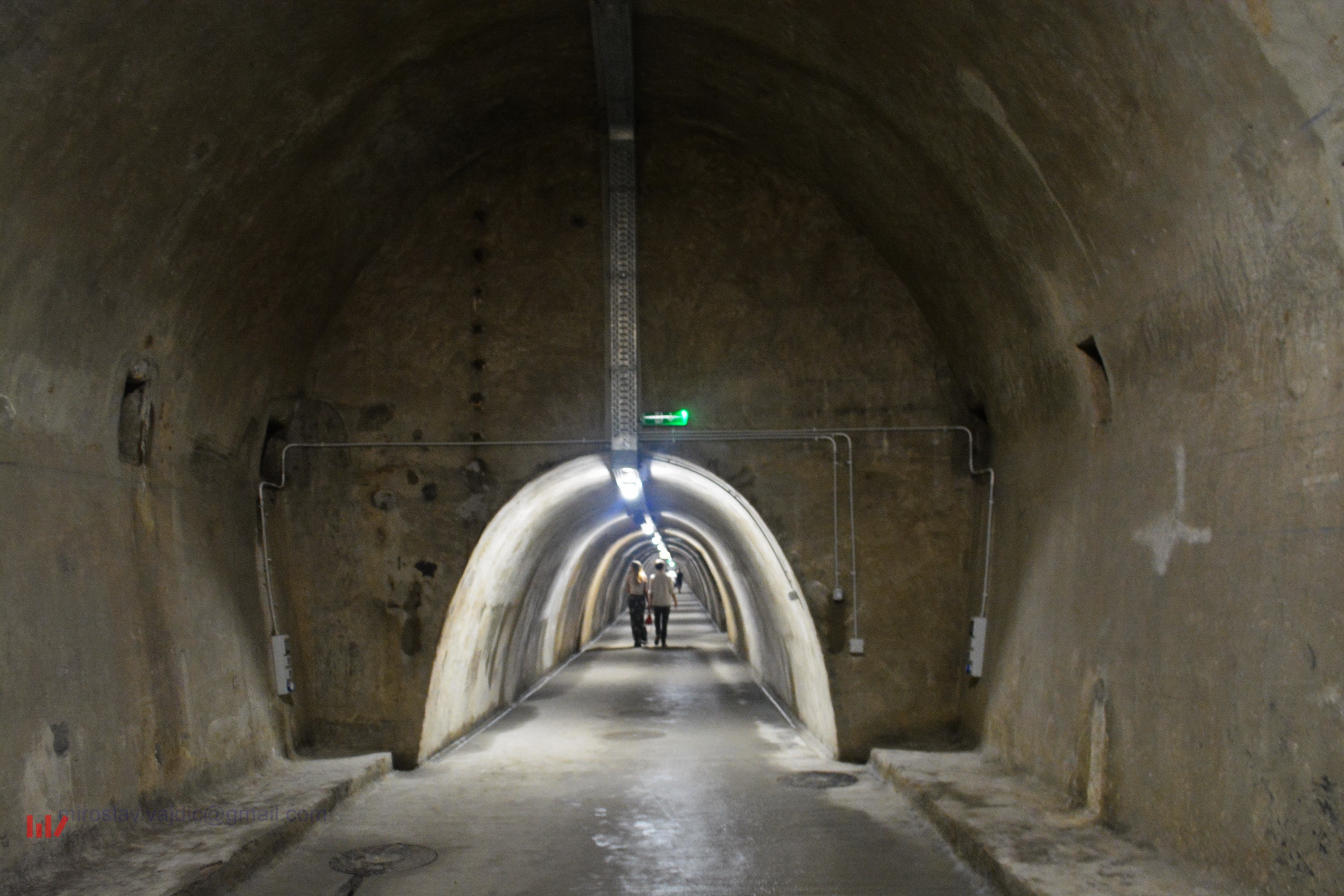
Widok z głównego korytarza

Na początku XXI wieku pojawiło się kilka propozycji przebudowy tunelu. Wśród nich było: „muzeum zmysłów” oraz winda przewożąca na Gornji Grad z parkingu Tuškanac bez konieczności wchodzenia na strome wzgórze. Obie propozycje zostały zarzucone. 
Plan renowacji został ogłoszony w kwietniu 2015. Prace rozpoczęły się 18 kwietnia 2016 i zostały rozplanowane na trzy fazy: pierwsza faza miała polegać na remoncie tunelu, w drugiej fazie miała zostać dodana winda na poziom Gornji Grad, a w trzecim etapie atrakcje kulturalne w celu przyciągnięcia turystów. Na pierwszą fazę wyasygnowano 1 350 000 kun (180 tys. euro). Remont został ukończony 6 lipca i tunel Grič oficjalnie oddano do użytku, przy czym udostępniono jedynie wyjścia od strony ulicy Mesničkiej, Art Park i ulicy Tomića. Wyjścia od strony ulicy Radića i posesji przy Ilica 28 i 30 pozostały zamknięte. Sposób przeprowadzenia remontu był krytykowany ze względu na nieprzestrzeganie zasad BHP; wilgoć, brak czujników dymu, drzwi przeciwpożarowych, tryskaczy ani systemu wentylacji mechanicznej, a droga ewakuacyjna uległa zwężeniu ze względu na urządzenie toalet. 

## Program kulturalny
W tunelu Grič planuje się urządzenie Muzeum Zmysłów (język chorwacki: Muzej osjeta). Instalacje będą obejmować wyświetlacze, ekrany, projektory wideo i hologramy pokazujące historię Zagrzebia, a główny korytarz będzie wykorzystywany na wystawy czasowe, koncerty i inne wydarzenia. Dodatkowo planowane są dwie szklane windy, które połączą centralny korytarz z łąką Vranyczany. Oba pomysły były rozważane przez władze miejskie od 2005, ale ostatecznie zostały odłożone na ponad dziesięć lat. 
Po otwarciu tunelu w 2016 odbyło się kilka występów, w tym pokazy mody i uroczystość adwentową. 